# Marco Zambelli
Marco Zambelli (Gavardo, 22 agosto 1985) è un allenatore di calcio ed ex calciatore italiano, di ruolo difensore, tecnico della Primavera del Brescia femminile.

## Caratteristiche tecniche
Terzino destro, dotato di una buona capacità di corsa, che può giocare anche come esterno destro o come difensore centrale.

## Carriera

### Brescia
Nei primi due anni della sua presenza nella squadra del Brescia, sua provincia natale, si dimostra un buon giocatore di fascia, anche se alcuni infortuni, anche gravi, rallentano la sua esplosione. Nel corso della stagione 2006-07 riesce a collezionare diverse presenze, soprattutto nella parte finale del campionato, affermandosi come uno dei migliori giovani del campionato nel suo ruolo.
Zambelli, particolarmente apprezzato dal tecnico delle "Rondinelle" Serse Cosmi, riesce a segnare il suo primo gol in carriera nella trasferta a Pisa del 15 settembre 2007, vinta per 3 a 0.
Il 10 novembre 2007, contro l'AlbinoLeffe, scende in campo con la fascia di capitano a 22 anni, a causa dell'assenza di Davide Possanzini.
Il 26 giugno 2015 l'amministratore delegato Rinaldo Sagramola annuncia che Zambelli, dopo 299 presenze totali con la maglia delle Rondinelle, ha rescisso il contratto che lo legava alla società bresciana.

### Empoli
Il 13 agosto 2015 si trasferisce da svincolato all'Empoli, con cui firma un contratto di durata annuale con opzione sulla seconda in caso di raggiungimento dell'obiettivo salvezza. Qui ritrova il mister Marco Giampaolo, che lo ha già allenato nel 2013 al Brescia.

### Foggia
L'8 gennaio 2018 si trasferisce, sempre da svincolato, al Foggia.
Il 7 aprile dello stesso anno, segna il suo primo gol in trasferta contro la Cremonese, partita vinta per 4-0 dal Foggia, siglando la quarta rete della gara.

### Feralpisalò
Rimasto svincolato, il 5 agosto 2019 firma un contratto con la Feralpisalò, società di Serie C. Con la squadra gardesana, colleziona 18 presenze in campionato ed una nei play off di serie C.
Nell'ottobre del 2020, all'età di 35 anni, annuncia il suo ritiro dal calcio giocato.

### Nazionale
Ha raccolto qualche presenza nelle varie nazionali giovanili italiane. Il 16 novembre 2004, ha debuttato nella nazionale Under-21 in amichevole a Sofia, contro i pari età della Bulgaria under 21, subentrando nel secondo tempo ad Alessandro Potenza.

### Allenatore
Nel 2022 intraprende la carriera da allenatore della Primavera Femminile del Brescia.
Nell’estate del 2023 consegue la licenza UEFA A che assicura l’abilitazione per condurre tutte le formazioni giovanili, comprese le squadre Primavera, e le prime squadre femminili e maschili fino alla Lega Pro inclusa, nonché al tesseramento come allenatore in seconda in Serie A e in Serie B.

## Statistiche

### Presenze e reti nei club
| Stagione        | Squadra         | Campionato      | Campionato | Campionato | Coppe nazionali | Coppe nazionali | Coppe nazionali | Coppe continentali | Coppe continentali | Coppe continentali | Altre coppe | Altre coppe | Altre coppe | Totale | Totale |
| Stagione        | Squadra         | Comp            | Pres       | Reti       | Comp            | Pres            | Reti            | Comp               | Pres               | Reti               | Comp        | Pres        | Reti        | Pres   | Reti   |
| --------------- | --------------- | --------------- | ---------- | ---------- | --------------- | --------------- | --------------- | ------------------ | ------------------ | ------------------ | ----------- | ----------- | ----------- | ------ | ------ |
| 2003-2004       | Brescia         | A               | 0          | 0          | CI              | 1               | 0               | Int                | 0                  | 0                  | -           | -           | -           | 1      | 0      |
| 2004-2005       | Brescia         | A               | 5          | 0          | CI              | 0               | 0               | -                  | -                  | -                  | -           | -           | -           | 5      | 0      |
| 2005-2006       | Brescia         | B               | 0          | 0          | CI              | 0               | 0               | -                  | -                  | -                  | -           | -           | -           | 0      | 0      |
| 2006-2007       | Brescia         | B               | 18         | 0          | CI              | 1               | 0               | -                  | -                  | -                  | -           | -           | -           | 19     | 0      |
| 2007-2008       | Brescia         | B               | 23+2       | 1          | CI              | 1               | 0               | -                  | -                  | -                  | -           | -           | -           | 26     | 1      |
| 2008-2009       | Brescia         | B               | 30+4       | 1          | CI              | 2               | 0               | -                  | -                  | -                  | -           | -           | -           | 36     | 1      |
| 2009-2010       | Brescia         | B               | 34+4       | 0          | CI              | 0               | 0               | -                  | -                  | -                  | -           | -           | -           | 38     | 0      |
| 2010-2011       | Brescia         | A               | 28         | 0          | CI              | 1               | 0               | -                  | -                  | -                  | -           | -           | -           | 29     | 0      |
| 2011-2012       | Brescia         | B               | 31         | 2          | CI              | 2               | 0               | -                  | -                  | -                  | -           | -           | -           | 33     | 1      |
| 2012-2013       | Brescia         | B               | 40+1       | 2          | CI              | 0               | 0               | -                  | -                  | -                  | -           | -           | -           | 41     | 2      |
| 2013-2014       | Brescia         | B               | 30         | 1          | CI              | 0               | 0               | -                  | -                  | -                  | -           | -           | -           | 30     | 1      |
| 2014-2015       | Brescia         | B               | 38         | 0          | CI              | 3               | 0               | -                  | -                  | -                  | -           | -           | -           | 41     | 0      |
| Totale Brescia  | Totale Brescia  | Totale Brescia  | 277+11     | 7          |                 | 11              | 0               |                    | 0                  | 0                  |             | -           | -           | 299    | 7      |
| 2015-2016       | Empoli          | A               | 19         | 0          | CI              | 0               | 0               | -                  | -                  | -                  | -           | -           | -           | 19     | 0      |
| 2016-2017       | Empoli          | A               | 10         | 0          | CI              | 1               | 0               | -                  | -                  | -                  | -           | -           | -           | 11     | 0      |
| Totale Empoli   | Totale Empoli   | Totale Empoli   | 29         | 0          |                 | 1               | 0               |                    | -                  | -                  |             | -           | -           | 30     | 0      |
| gen.-giu. 2018  | Foggia          | B               | 13         | 1          | CI              | 0               | 0               | -                  | -                  | -                  | -           | -           | -           | 13     | 1      |
| 2018-2019       | Foggia          | B               | 19         | 0          | CI              | 1               | 0               | -                  | -                  | -                  | -           | -           | -           | 20     | 0      |
| Totale Foggia   | Totale Foggia   | Totale Foggia   | 32         | 1          |                 | 1               | 0               |                    | -                  | -                  |             | -           | -           | 33     | 1      |
| 2019-2020       | Feralpisalò     | C               | 18+1       | 0          | CI+CI-C         | 2+2             | 0               | -                  | -                  | -                  | -           | -           | -           | 23     | 0      |
| Totale carriera | Totale carriera | Totale carriera | 356+12     | 8          |                 | 17              | 0               |                    | 0                  | 0                  |             | -           | -           | 385    | 8      |

### Cronologia presenze e reti in nazionale
| Cronologia completa delle presenze e delle reti in nazionale ― Italia under 21 | Cronologia completa delle presenze e delle reti in nazionale ― Italia under 21 | Cronologia completa delle presenze e delle reti in nazionale ― Italia under 21 | Cronologia completa delle presenze e delle reti in nazionale ― Italia under 21 | Cronologia completa delle presenze e delle reti in nazionale ― Italia under 21 | Cronologia completa delle presenze e delle reti in nazionale ― Italia under 21 | Cronologia completa delle presenze e delle reti in nazionale ― Italia under 21 | Cronologia completa delle presenze e delle reti in nazionale ― Italia under 21 |
| Data                                                                           | Città                                                                          | In casa                                                                        | Risultato                                                                      | Ospiti                                                                         | Competizione                                                                   | Reti                                                                           | Note                                                                           |
| ------------------------------------------------------------------------------ | ------------------------------------------------------------------------------ | ------------------------------------------------------------------------------ | ------------------------------------------------------------------------------ | ------------------------------------------------------------------------------ | ------------------------------------------------------------------------------ | ------------------------------------------------------------------------------ | ------------------------------------------------------------------------------ |
| 16-11-2004                                                                     | Sofia                                                                          | Bulgaria under 21                                                              | 0 – 2                                                                          | Italia under 21                                                                | Amichevole                                                                     | -                                                                              | 46’                                                                            |
| Totale                                                                         |                                                                                | Presenze                                                                       | 1                                                                              |                                                                                | Reti                                                                           | 0                                                                              |                                                                                |